# カルシフェジオール
カルシフェジオール（Calcifediol）は、カルシジオール（calcidiol）、25-ヒドロキシコレカルシフェロール（25-hydroxycholecalciferol）、25-ヒドロキシビタミンD（25-hydroxyvitamin D、略称25(OH)D）とも呼ばれており、肝臓でビタミンDをヒドロキシ化して作られるホルモン前駆物質である。カルシフェジオールは、副甲状腺ホルモンに加えて低カルシウム、低リン酸状態により活性化したカルシジオール-1-モノオキシゲナーゼ（1α-ヒドロキシ酵素、25(OH)D-1α-ヒドロキシラーゼ）によりビタミンDの活性型であるセコステロイドホルモンであるカルシトリオール（Calcitriol、(1,25-(OH)2D3)）に変換される。カルシジオールは、腎臓で炭素番号24の位置にヒドロキシ化されて24-ヒドロキシカルシジオールにも変換される。

## 同定・単離
1968年に、ヘクター・デルーカの研究室で、25(OH)Dが同定され、その生成には肝臓が必要であることが示された。この合成を担う酵素、CYP2R1（cholecalciferol 25-hydroxylase）は、1972年にマイケル・F・ホリックによって同じ研究室で単離された。

## 臨床的な意義

ステロイド核のA-D環及びステロイドの炭素番号

コレステロール

医療においては25-ヒドロキシビタミンD（カルシジオール）血液検査は、体内にどの程度の量のビタミンDがあるかを調べるために用いられている。カルシジオールの血中濃度は、ビタミンDの状態の最も良い指標であると考えられている.。専門家が測定標準化の改善や異なる検査所で再現性検証を呼びかけたりしているにもかかわらず、この測定は最も数値変動が出やすい測定である。メドラインプラスによると、カルシジオールの通常範囲は30.0から74.0 ng/mLである。通常範囲は、年齢や地理的立地などいろいろな要因により大きく変わる。20-150 nmol/Lの幅広い値が通常範囲として提案されているが、その一方で、80 nmol/L以下の値はビタミンD欠乏症であると主張する研究もある。
カルシジオール濃度の増加は、80 nmol/L (32 ng/mL)までの濃度の場合には腸からのカルシウムの吸収の増加分と関連しているとも言われている。尿へのカルシウム排泄は、腸のカルシウム吸収とバランスが取られており、カルシジオール濃度が400 nmol/L (160 ng/mL)に達するまで増加することはない。
皮膚で産生されたものであれ経口摂取されたものであれ、ビタミンD3（コレカルシフェロール）は、肝臓でヒドロキシ化の代謝を受け 25-ヒドロキシコレカルシフェロール（別名25(OH)D3 、カルシジオール）へと変化し肝細胞に貯えられ、必要なときにα-グロブリンと結合しリンパ液中に放出される。25-ヒドロキシコレカルシフェロールは、腎臓の尿細管に移送され、2つの種類のビタミンDの型に変化する。一つは活性型ビタミンD（1,25-ジヒドロキシビタミンD3 、カルシトリオール）となり、もう一つは非活性型ビタミンD（24,25-ジヒドロキシビタミンD3）となる。
副甲状腺ホルモン（に加えて低カルシウム、低リン酸）により活性化したカルシジオール-1-モノオキシゲナーゼ（1α-ヒドロキシ酵素）が、C-1をヒドロキシ化して1,25-ジヒドロキシコレカルシフェロール(1,25(OH)2D3 、カルシトリオール）である活性型ビタミンDホルモンを生成する。
1α-ヒドロキシ酵素が不活性な場合には、別の酵素がC-24をヒドロキシ化して24R,25(OH)2D3を生成する。この反応により生化学的な作用から不活性化される。
カルシトリオールは、下の右図に代表される。（ヒドロキシ化されたC1は下側リング右側に位置し、もう一つのヒドロキシ化されたC25は側鎖上端部に位置する。なお、Cの番号はステロイドやコレステロールの構造と炭素の番号に由来する。）